# Poon Saan

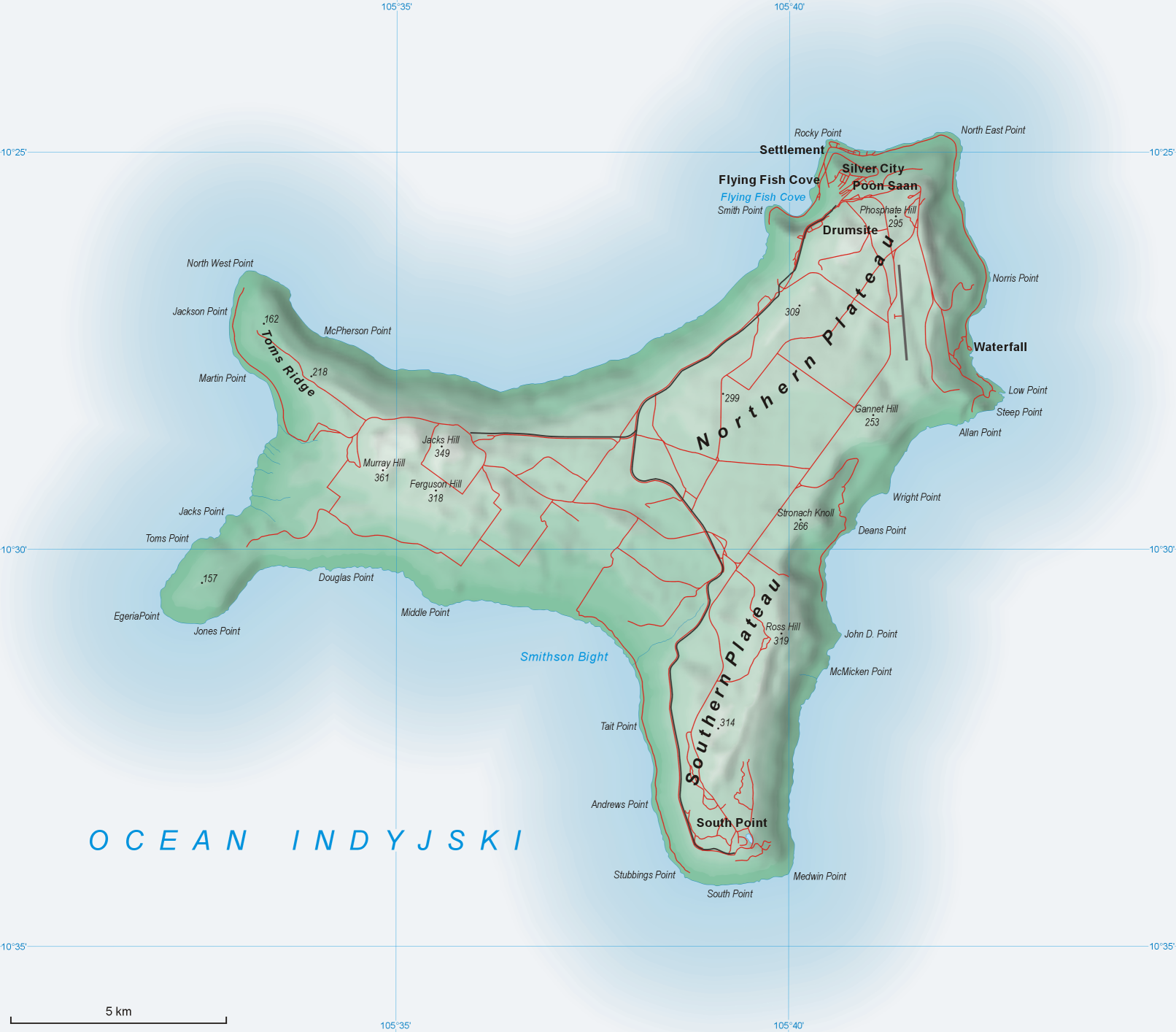
Mapa Wyspy Bożego Narodzenia z zaznaczonym Poon Saan

Poon Saan – osada na Wyspie Bożego Narodzenia (australijskiego terytorium zależnego), położona na północno-wschodnim wybrzeżu, blisko stolicy wyspy, Flying Fish Cove. Jest to druga co do wielkości osada na Wyspie Bożego Narodzenia. Etnicznie, Chińczycy stanowią większość mieszkańców miejscowości. 
W pobliżu Poon Saan występuje wyspiarska populacja ryżowców siwych.

## Nazwa i historia
Nazwa miejscowości w języku kantońskim oznacza "w połowie wysokości wzgórza". Zabudowa Poon Saan odzwierciedla chiński styl architektoniczny większości budynków, a nie styl western jak to jest w Flying Fish Cove.
Dawniej Christmas Island Resort obsługiwał liczne motele i apartamenty w granicach osady.

## Galeria

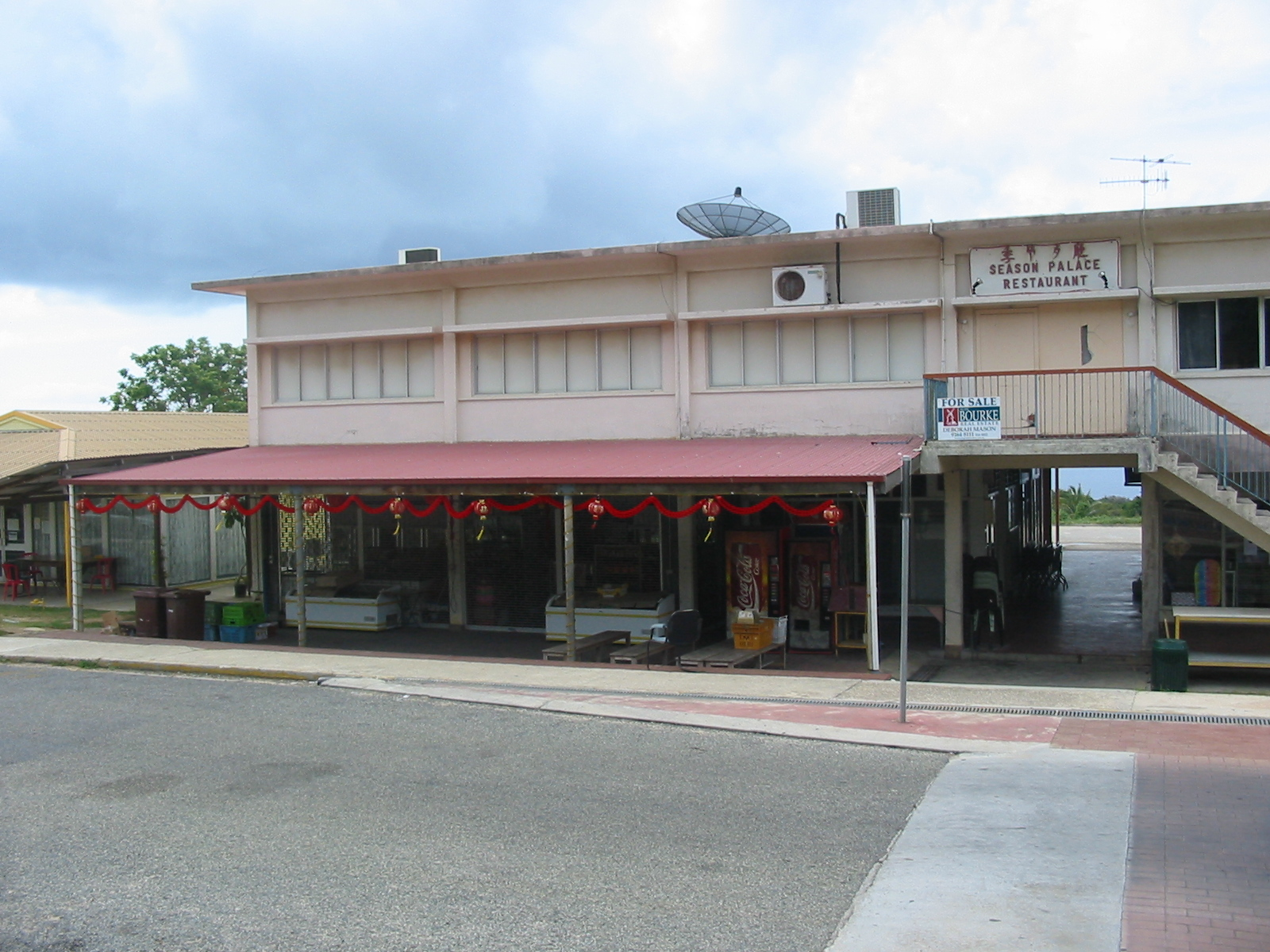
Zabudowania w Poon Saan
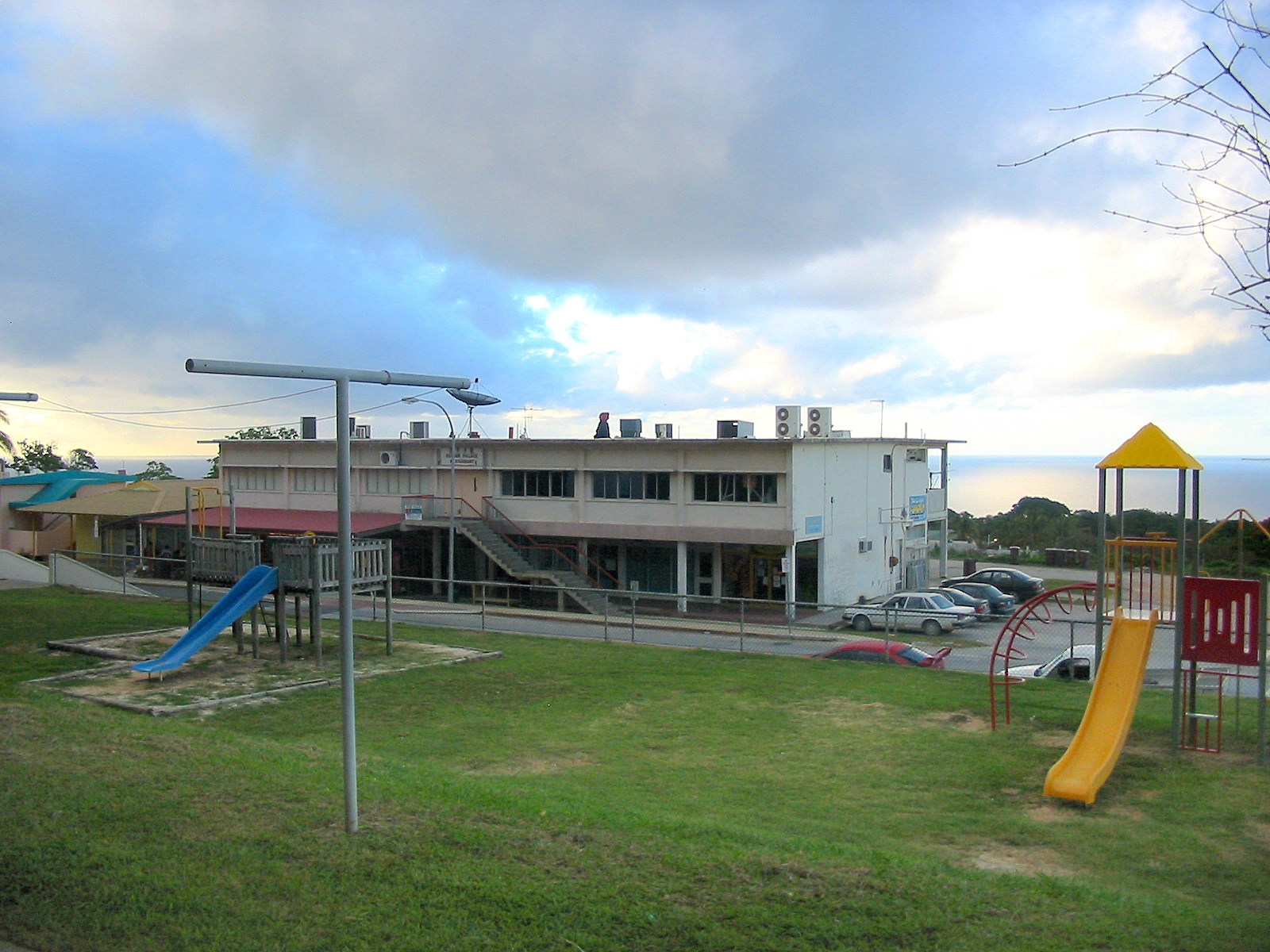
Panorama osady
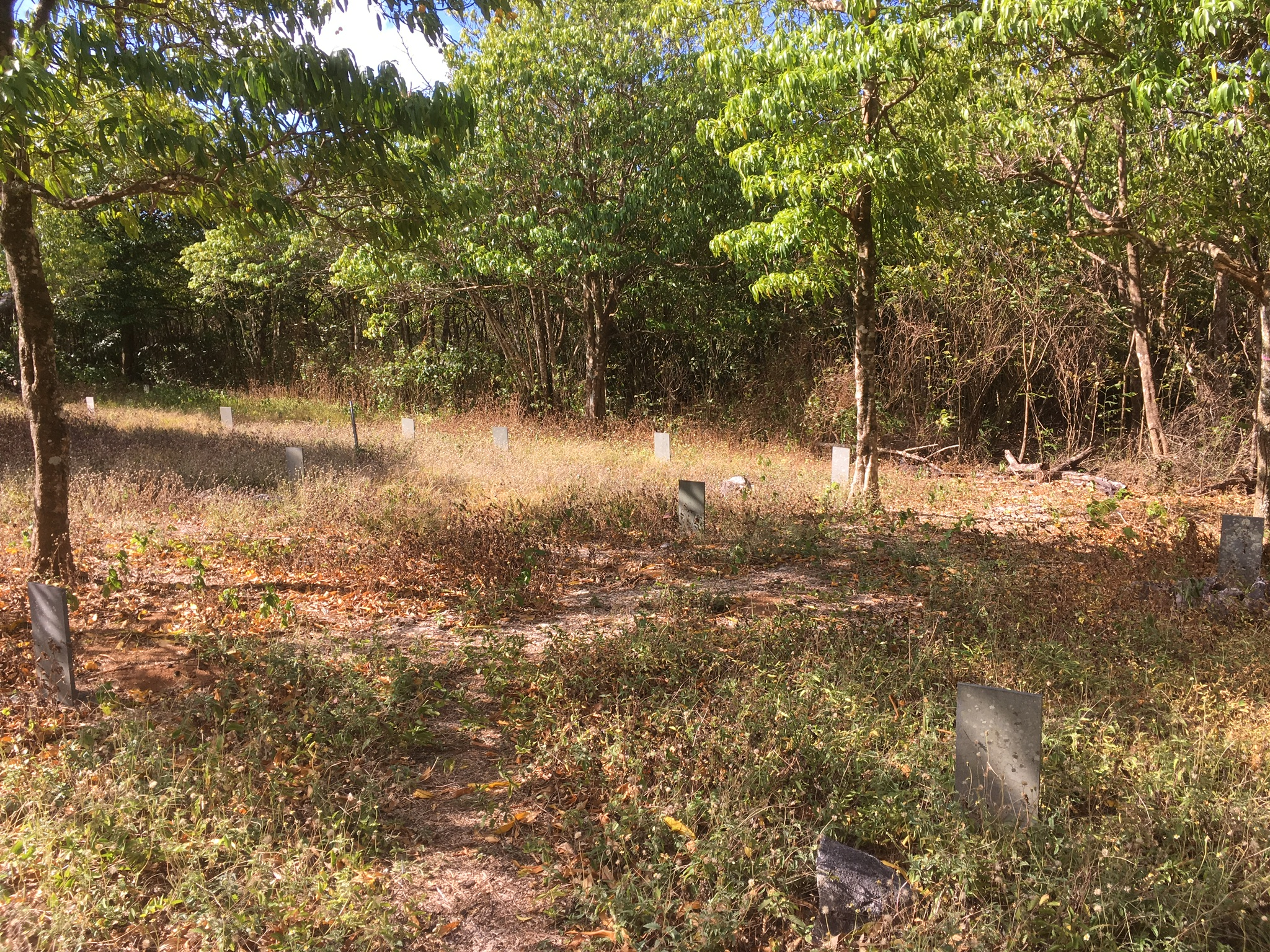
Phosphate Hill Cemetery